# Orden del Fénix
La Orden del Fénix (nombre original en inglés: Order of the Phoenix) es una asociación ficticia perteneciente a la serie de obras literarias Harry Potter que escribió la autora británica J. K. Rowling.
La asociación fue fundada por Albus Dumbledore para luchar contra lord Voldemort y sus seguidores, los mortífagos. La Orden original fue creada a principios de la década de 1970. Fue construida después de que Voldemort regresó a Inglaterra desde el extranjero e inició su campaña para apoderarse del Ministerio de Magia y perseguir a los hijos de muggles. La Orden funcionó junto con el Ministerio, y tuvo un papel crucial en la primera guerra mágica. La victoria llegó en 1981, con el costo de varios de sus miembros, cuando Voldemort fue derrotado a manos de Harry Potter. La Orden se disolvió, pero volvió a reunirse en 1995 después del regreso de Voldemort, teniendo su cuartel general en el número 12 de Grimmauld Place. La mayoría de los miembros participó en la batalla de Hogwarts, y volvió a disolverse por última vez luego de la derrota final de Voldemort, el 2 de mayo de 1998.
Entre los miembros principales de la Orden del Fénix original, se encontraban: Albus Dumbledore, Minerva McGonagall, James y Lily Potter, Sirius Black, Remus Lupin, Peter Pettigrew y Alastor Moody.
La Orden del Fénix da nombre al quinto libro y película de la saga, Harry Potter y la Orden del Fénix, donde se conoce por primera vez su existencia y se ahonda en su historia y en sus miembros.

## Sinopsis
Antes de que la serie Harry Potter comience —cuando lord Voldemort le declaró la guerra al mundo mágico— Albus Dumbledore, director del Colegio Hogwarts de Magia y Hechicería y ciudadano altamente respetado y poderoso del mundo mágico, intentó tomar el control de la situación fundando la Orden del Fénix.[cita requerida] Varios personajes se unieron a la organización, buscando evitar que Voldemort se apodere del mundo mágico y establezca un nuevo orden mundial tiránico. Durante este período, antes de los eventos de Harry Potter y la piedra filosofal, la Orden sufrió graves pérdidas, entre ellos los asesinatos de personajes menores como los Prewett, los Bones y los McKinnon. Los Longbottom también fueron torturados hasta la locura por Bellatrix Lestrange.
El primer reino de terror de Voldemort terminó luego del asesinato de James y Lily Potter, y el intento fallido de asesinar a Harry Potter al principio de la serie. El hechizo le rebotó, disminuyó severamente los poderes de Voldemort, y como resultado la Orden se disolvió temporalmente debido a la falta de cualquier nueva amenaza.
Cuando Harry Potter informó que Voldemort había regresado cerca del final de Harry Potter y el cáliz de fuego, Dumbledore reactivó a la Orden. Varios de los miembros originales regresaron y pronto se unieron reclutas que efectivamente reemplazaron a aquellos que habían muerto en servicio durante el primer conflicto. La Orden estableció su cuartel general en el número doce de Grimmauld Place, la casa de la familia de Sirius Black, durante el intervalo entre el cuarto y quinto libros de la serie. Dumbledore era el guardián del secreto de la Orden, lo que significa que sólo él podía revelar la localización del cuartel general de la Orden a otros. La muerte de Dumbledore en manos de Severus Snape en el sexto libro hizo vulnerable a la localización y esta fue reemplazada por la Madriguera como resultado.
La Orden lideró la pelea contra Voldemort en la quinta entrega durante la cual el Ministro de Magia se negó a aceptar el regreso de Voldemort. En el quinto libro, algunos miembros de la Orden se turnaban para vigilar la profecía de Sybill Trelawney, la que se refería a la caída de Voldemort y el papel de Harry en su derrota. Rubeus Hagrid, el guardabosques de Hogwarts y un miembro original de la Orden, fue acompañado por Olympe Maxime en un intento de unir a los gigantes a la causa de la Orden. Algunos miembros también participaron en la batalla en el Departamento de Misterios cerca del final del quinto libro. Los miembros de la Orden vigilaron Hogwarts, la escuela de magia, en la noche de la muerte de Dumbledore en El misterio del príncipe, luchando contra los mortífagos que lograron entrar al castillo.
Al final de la serie, la atención se dirigió a escoltar al objetivo principal de los mortífagos, Harry Potter, de la casa de los Dursley a la Madriguera, la casa de los Weasley. Más adelante en la novela, luego de que el apoderamiento de Voldemort del Ministerio fuera exitoso, algunos de los miembros de la Orden transmitieron Pottervigilancia, un programa de radio pirata secreto que proporcionaba noticias sobre el mundo mágico que el régimen de Voldemort no quería que la población general supiera. Durante el clímax del libro, la mayor parte de la Orden, ayudada por el Ejército de Dumbledore, el personal de Hogwarts y los estudiantes mayores, incluidos miembros de la casa Slytherin, lucharon contra los mortífagos en la batalla de Hogwarts, en la cual varios de los miembros de la Orden y otros aliados perdieron sus vidas.

## Miembros de la Orden

### Miembros originales
Los siguientes personajes fueron miembros de la Orden del Fénix durante el primer ascenso al poder de Voldemort y varios años antes de los eventos principales de la serie Harry Potter. Varios de estos personajes luego fueron miembros de la Orden reconstituida.
| Personaje                | Logros y operaciones |
| ------------------------ | --- |
| Sirius Black             | Escapó de Azkaban y procedió a servir en la Orden restablecida. Ayudó a derrotar a dos mortífagos en batalla. Asesinado por su prima Bellatrix Lestrange, en una batalla dentro del Departamento de Misterios. También es el padrino de Harry y el mejor amigo de James Potter. Le dejó su casa a Kreacher, Harry y a Albus Dumbledore |
| Edgar Bones              | Asesinado junto con su esposa e hijos por mortífagos durante la Primera Guerra Mágica. Edgar Bones era el hermano de la jefa del Departamento de Operaciones Mágicas Especiales, Amelia Bones. Su sobrina, Susan Bones, es una estudiante de Hufflepuff en el mismo año que Harry Potter en Hogwarts. |
| Caradoc Dearborn         | Desapareció durante la Primera Guerra Mágica; probablemente asesinado por mortífagos. |
| Dedalus Diggle           | Se encontró con Harry Potter varias veces antes de que se revele que era un miembro de la Orden del Fénix. Diggle era parte de la avanzada que ayudó a Harry a escapar de la casa de los Dursley en el quinto libro. En la última entrega de la serie, él ayudó a llevar a los Dursley a un área protegida. Los mortífagos luego quemaron su casa en una redada, pero Diggle salió ileso. Diggle fue interpretado por David Brett en la adaptación cinematográfica de Harry Potter y la piedra filosofal.                                                                           |
| Elphias Doge             | Compañero de escuela de Albus Dumbledore. Él escribió una necrología de Dumbledore para El Profeta y defendió abiertamente la integridad de Dumbledore durante la última entrega de la serie. Él también fue parte de la avanzada en el quinto libro. En La Orden del Fénix, Doge es interpretado por Peter Cartwright, pero fue reemplazado por David Ryall en Harry Potter y las reliquias de la Muerte. |
| Aberforth Dumbledore     | Hermano de Albus Dumbledore. Tabernero de Cabeza de Puerco en Hogsmeade y un miembro de la Orden reconstituida. Capaz de obtener información útil para la Orden debido a su empleo. Ayudó a Harry en evadir los mortífagos y entrar a Hogwarts en Las reliquias de la Muerte. Envió a Dobby para rescatar a Harry y a otros prisioneros de la celda de la Mansión Malfoy. También ayudó a defender la escuela durante la batalla de Hogwarts, derrotando a Augustus Rookwood. |
| Albus Dumbledore         | Fundador de la Orden original, Dumbledore la restableció luego del retorno al poder de Voldemort. Fue director de Hogwarts por varias décadas. Es considerado el mejor mago de su época, y el único mago al que lord Voldemort alguna vez temió. Fue asesinado por Severus Snape pero planeó su muerte. |
| Benjy Fenwick            | Asesinado por mortífagos. Fue encontrado "hecho pedazos". |
| Arabella Figg            | Una squib de edad avanzada, a quien Dumbledore le encargó vigilar a Harry durante su niñez desde su casa en su vecindario. Ella más tarde le dijo a Harry que se arrepentía de tratarlo mal cuando él la visitaba, pero que los Dursley no hubieran enviado a Harry con ella si pensaran que él lo disfrutaba. Formó parte de la Orden restablecida. |
| Mundungus Fletcher       | Ladrón y estafador a quien Dumbledore una vez "sacó de un apuro" y como agradecimiento mantuvo a Dumbledore informado de las cosas que escuchaba de los criminales del mundo mágico. Fue un reacio miembro del grupo enviado a rescatar a Harry en Las reliquias de la Muerte y entró en pánico cuando Voldemort comenzó a perseguirlo, desapareciéndose a una localización desconocida y dejando que Alastor Moody sea asesinado por Voldemort. |
| Rubeus Hagrid            | Profesor de Cuidado de Criaturas Mágicas en Hogwarts así como guardián de las llaves y los terrenos. Se le encargó rescatar a Harry de la destruida casa de los Potter en el valle de Godric en Halloween de 1981 y llevándolo a la casa de los Dursley en la moto voladora de Sirius Black. Formó parte de la Orden restablecida. Durante el escape de la casa de los Dursley, Harry y Hagrid casi murieron en el choque de la moto voladora contra el suelo. |
| Frank y Alice Longbottom | Son los padres de Neville Longbottom. También fueron destacados aurores, y habían "desafiado tres veces" a Voldemort para 1981. Torturados hasta la locura con el maleficio cruciatus por un grupo de mortífagos liderado por Bellatrix Lestrange, que estaba buscando información sobre el paradero de Voldemort. Desde entonces, Frank y Alice residen en una sala de confinamiento del Hospital San Mungo de Enfermedades y Heridas Mágicas. James Payton y Lisa Wood interpretaron a Frank y Alice Longbottom respectivamente en La Orden del Fénix.                            |
| Remus Lupin              | Miembro de la primera Orden, también formó parte de la Orden restablecida como una parte íntegra de la avanzada enviada a proteger a Harry Potter, ya que era alguien a quien Harry reconocería y en quien confiaría instantáneamente. Luego se infiltró en la comunidad de hombres lobo, para averiguar qué lado tomarían en la guerra. Más tarde se casó con Nymphadora Tonks y tuvo un hijo, Teddy Lupin. Fue asesinado por Antonin Dolohov y Bellatrix en la batalla de Hogwarts.                                                                                               |
| Marlene McKinnon         | Asesinada por mortífagos (entre ellos Travers, de acuerdo con Igor Karkarov) junto con toda su familia. |
| Dorcas Meadowes          | La única miembro de la Orden conocida aparte de los Potter por haber sido asesinada personalmente por lord Voldemort durante la Primera Guerra. |
| Alastor "Ojoloco" Moody  | Un miembro de la Orden original durante la primera Guerra Mágica. Fue sacado de su retiro por Albus Dumbledore pero fue atacado, aprisionado y personificado por Barty Crouch, Jr. Fue contratado para el puesto de maestro de Defensa contra las Artes Oscuras en el cuarto libro. También se reincorporó a la Orden restablecida. Fue asesinado por Voldemort cuando acompañaba a Mundungus Fletcher (disfrazado como Harry Potter) a una casa segura. Su ojo fue luego tomado por los mortífagos y más tarde recuperado por Harry Potter.                                        |
| Peter Pettigrew          | Apodado "Colagusano" en su niñez por su forma animaga no registrada, era amigo de Sirius Black, James Potter y Remus Lupin. Más tarde se unió a los mortífagos y traicionó a James y Lily Potter, lo que resultó en la muerte de ambos. Fue asesinado por su propia mano mágica, que había sido formada para él por Voldemort por su buen trabajo atrapando a Harry y llevándoselo a Voldemort. |
| Sturgis Podmore          | Un miembro del Ministerio de Magia que vigiló la profecía hasta que fue arrestado por un guardia de seguridad del Ministerio por intentar irrumpir en el Departamento de Misterios. Debido a esto, fue sentenciado a Azkaban por seis meses. Harry, Ron y Hermione especularon que Lucius Malfoy lo había puesto bajo el maleficio imperius. Una vez tomó prestada una de las capas de invisibilidad de Moody y nunca la devolvió. |
| James y Lily Potter      | Asesinados por Voldemort, que intentaba asesinar a su único hijo de año y medio Harry. |
| Fabian y Gideon Prewett  | Los hermanos de Molly Weasley, asesinados durante la Primera Guerra. Se necesitaron cinco mortífagos (entre ellos Antonin Dolohov) para matar a ambos. Molly le dio el reloj de Fabian a Harry en su decimoséptimo cumpleaños. |
| Severus Snape            | Luego de enterarse de que Voldemort planeaba matar a Lily Potter para llegar al joven Harry, Snape se convirtió en un agente secreto para Dumbledore contra los mortífagos. Más tarde, sirvió como un re-doble agente en la Segunda Guerra. Fue maestro de pociones en Hogwarts, y su patronus tomó la forma de una cierva, el mismo que el de Lily Potter, la única persona a la que ha amado. Snape le llevó la espada de Godric Gryffindor a Harry en el bosque de Dean usando su patronus. Fue asesinado por la serpiente de Voldemort, Nagini, durante la batalla de Hogwarts. |
| Emmeline Vance           | Parte de la avanzada que ayudó a Harry en su escape de la casa de los Dursley en el quinto libro. Los mortífagos la asesinaron en el verano de 1996 por información que Snape clama haber dado, como se describe en Harry Potter y el misterio del príncipe. Sin embargo, como en Las reliquias de la Muerte se revela que Snape ha estado del lado de Dumbledore todo el tiempo, no se sabe si en realidad proporcionó información que podía haber sido usada para asesinarla. Ella es interpretada por Brigette Millar en La Orden del Fénix.                                     |

### Miembros de la Orden reconstituida
Estos personajes se unieron a la Orden cuando Dumbledore la reactivó luego del regreso de lord Voldemort al final de Harry Potter y el cáliz de fuego.
| Personaje            | Logros y operaciones |
| -------------------- | --- |
| Fleur Delacour       | Ayudó a mover a Harry de la casa de los Dursley a la Madriguera y asistió a Harry y sus amigos en El Refugio luego de la muerte de Dobby en Las reliquias de la Muerte. Ella fue la única campeona mujer del Torneo de los Tres Magos en El cáliz de fuego, y fue incapaz de completar tanto la segunda como la tercera pruebas. Luchó en la batalla de Hogwarts. Contrajo matrimonio con Bill Weasley; la pareja tuvo después tres hijos. |
| Hestia Jones         | Parte de la avanzada que ayudó a Harry en su escape de la casa de los Dursley en el quinto libro. Ella luego escolta a los Dursley a un escondite al principio del último libro, junto con Dedalus Diggle. A Hestia le sorprende saber que los Dursley no sepan de la importancia de Harry en el movimiento anti-Voldemort, y más tarde los confronta por el trato que le dieron al chico. |
| Minerva McGonagall   | Subdirectora, profesora de Transformaciones, y Jefa de la Casa de Gryffindor en Hogwarts. Solo sirvió en la Orden revivida, ya que era una espía del Ministerio de Magia durante la primera guerra, con gran efecto debido a su capacidad de animaga. Había perdido la confianza en el Ministerio debido al comportamiento de Fudge y otros como Umbridge, por lo que se unió a la Orden. Extremadamente partidaria de Dumbledore y sus ideales. Lideró la defensa del castillo durante la batalla de Hogwarts, y cerca del final, batalló con Voldemort junto con Kingsley Shacklebolt y Horace Slughorn.                         |
| Kingsley Shacklebolt | Un auror, miembro de la avanzada, secretario/guardaespaldas del primer ministro muggle, líder de la búsqueda de Sirius Black durante La Orden del Fénix, y parte del grupo que batalló con los mortífagos en el Ministerio al final de La Orden del Fénix. Ayudó a organizar a los miembros de la Orden y luchó durante la batalla de Hogwarts, y cerca del final de la batalla combatió contra Voldemort mismo. Luego de la muerte de Voldemort, se convirtió en Ministro de Magia. |
| Nymphadora Tonks     | Fue miembro de la avanzada, y parte del grupo que batalló contra los mortífagos en el Ministerio en el final de La Orden del Fénix. Ella era una metamorfomaga, una persona capaz de cambiar su apariencia a voluntad, y un auror. Se casó con Remus Lupin, y tuvo un hijo, Teddy Lupin, revelándose más tarde que ha heredado las habilidades metamorfomagas de su madre. Más tarde luchó contra los mortífagos durante el primer ataque a Hogwarts. Ayudó a mover a Harry de la casa de los Dursley a la Madriguera en Las reliquias de la Muerte. Fue asesinada durante la batalla de Hogwarts por su tía, Bellatrix Lestrange. |
| Arthur Weasley       | Ayudó a la Orden a contactar gente que creyera la historia de Dumbledore y Harry en La Orden del Fénix. Fue mordido por Nagini mientras vigilaba la puerta al Departamento de Misterios en La Orden del Fénix. Ayudó a mover a Harry de la casa de los Dursley a la Madriguera en Las reliquias de la Muerte. Luchó contra Pius Thicknesse, junto con su tercer hijo, Percy Weasley, en la Segunda Batalla de Hogwarts. |
| Bill Weasley         | Rompedor de maleficios para Gringotts, convirtiéndose así en un intermediario para la Orden y la comunidad de duendes. Atacado por Fenrir Greyback durante el primer ataque a Hogwarts, lo que le dejó una cicatriz. Ayudó a mover a Harry de la casa de los Dursley a la Madriguera en Las reliquias de la Muerte. Luchó en la batalla de Hogwarts. |
| Charlie Weasley      | Asignado para reclutar miembros extranjeros de la Orden durante el verano de 1995. Lideró los refuerzos, junto con Horace Slughorn, en la batalla de Hogwarts. |
| Molly Weasley        | Ayudó a vigilar el Departamento de Misterios en La Orden del Fénix, le permitió a la Orden usar su casa como cuartel general en Las reliquias de la Muerte, y mató a Bellatrix Lestrange durante la batalla de Hogwarts. |

## Miembros notables
Esta es una lista de miembros notables de la Orden del Fénix. Albus Dumbledore, Severus Snape y Rubeus Hagrid tienen sus propios artículos. Minerva McGonagall está en la lista del personal de Hogwarts.

### Sirius Black

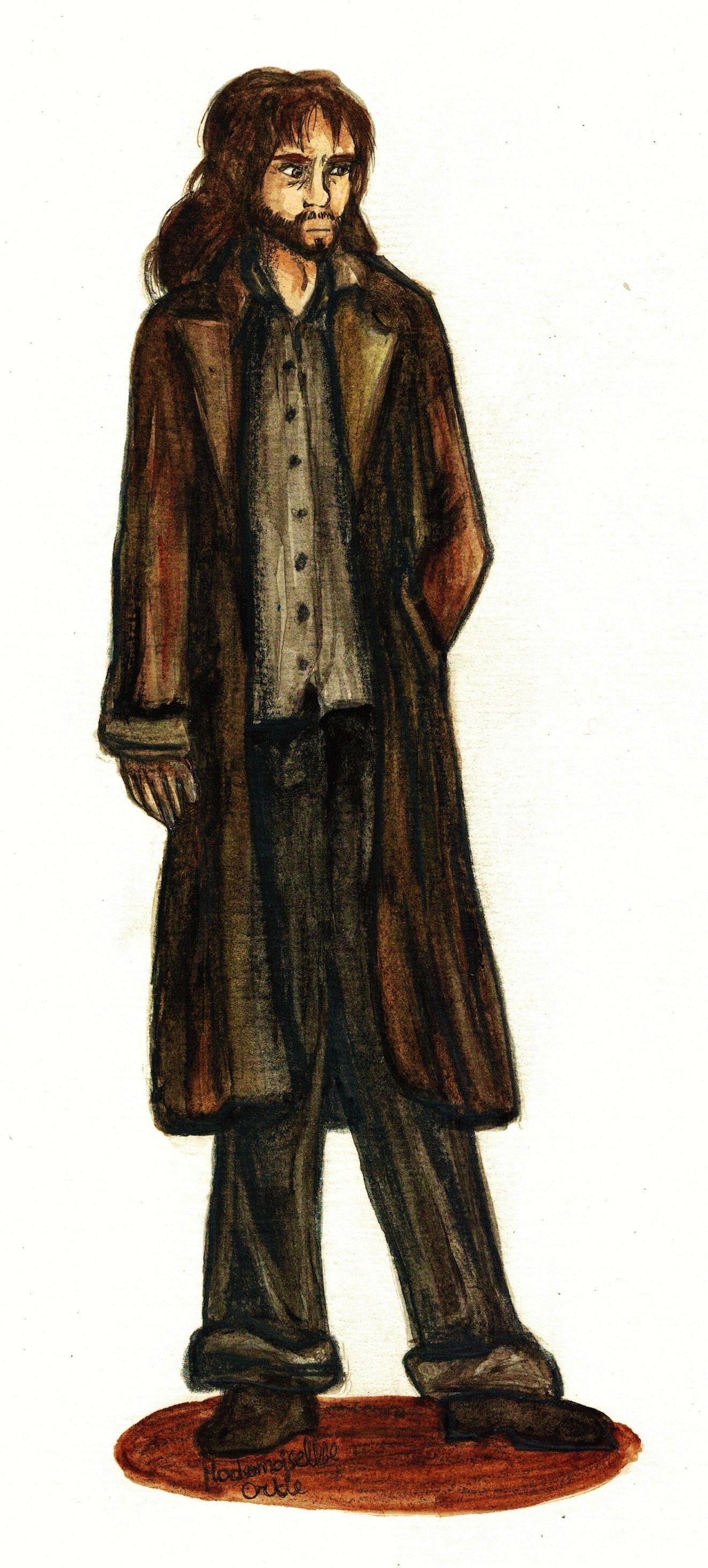
Representación de Sirius Black en carboncillo y acuarela

Sirius Black, apodado Canuto (Padfoot en la versión original en inglés), es el último heredero de la casa de los Black, una notable familia de magos de sangre pura. Es el hermano de Regulus Arcturus Black y primo de Bellatrix Lestrange, Narcisa Malfoy y Andrómeda Tonks. Rechazó el elitismo por la sangre pura y la veneración de las Artes Oscuras. En contraste a la vida en su hogar, Sirius disfrutaba mucho la vida en Hogwarts. Estaba orgulloso del hecho de ser el único Black en estar en Gryffindor. Era un amigo inseparable de James Potter,  de Remus Lupin y Peter Pettigrew, los cuatro haciéndose llamar Merodeadores y creando el Mapa del Merodeador.

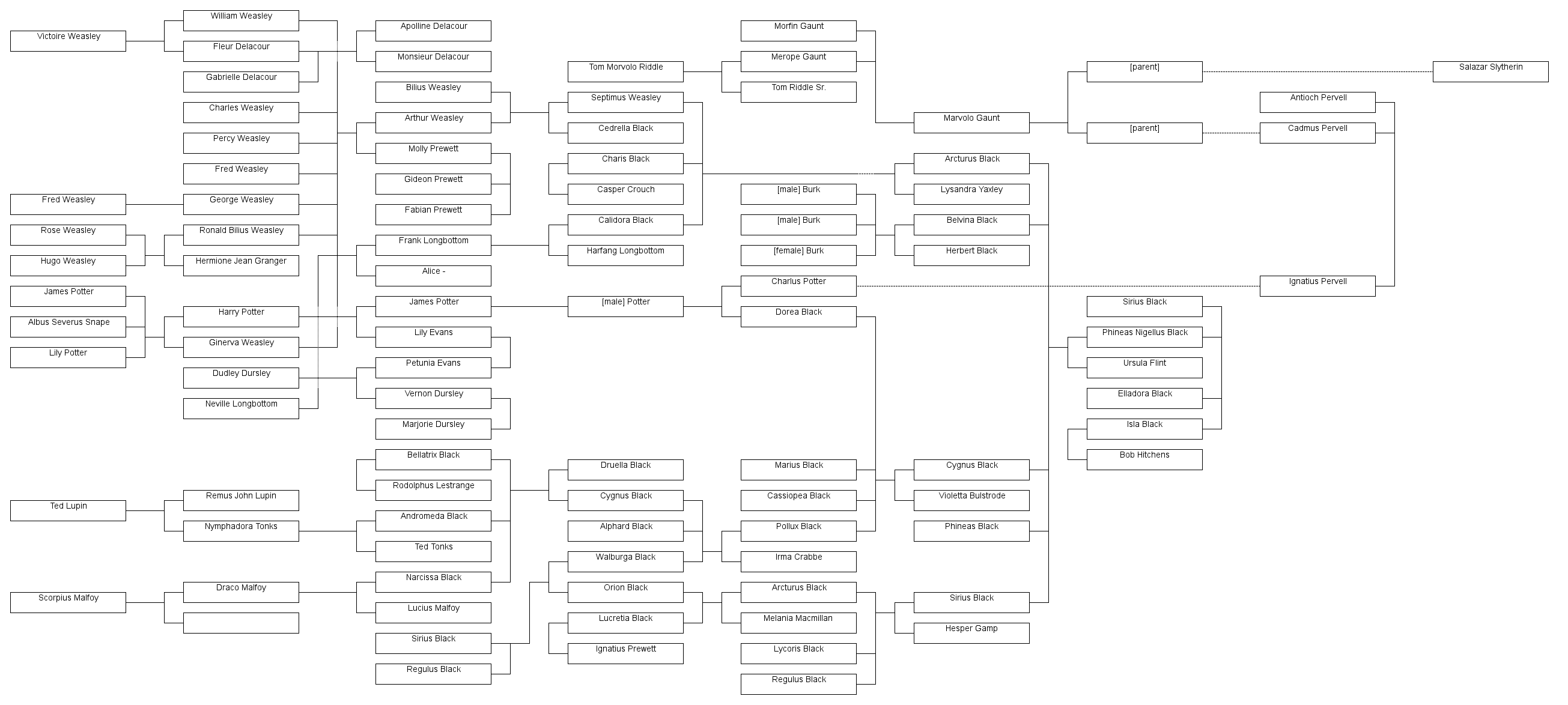
Árbol genealógico de la familia Black

Sirius, junto con James, molestaban a Severus Snape, apodándolo "Quejicus" (Snivellus en inglés) cuando estaban en la escuela. Sirius escapó de su casa a la edad de dieciséis años y fue a vivir con James y sus padres. Su malvada madre quemó su nombre del árbol genealógico de la familia, pero tuvo independencia financiera gracias a la generosa herencia de su tío Alphard y, debido a esto, el nombre de Alphard fue quemado también. Luego de terminar la escuela, siguió siendo un íntimo amigo de James y se hizo amigo de su esposa, Lily, luego de ser su padrino de bodas. Cuando Harry nació, los Potter nombraron a Sirius su padrino.
Cuando los Potter se escondieron de Voldemort, Sirius iba a ser su guardián del secreto. Sirius, sin embargo, convenció a James y Lily de cambiar de guardián a Peter Pettigrew en el último momento, creyendo que Voldemort nunca pensaría en buscarlo a él y atacaría a Sirius en su lugar. Sin embargo, Pettigrew traicionó a James y Lily, y ambos fueron asesinados por Voldemort.
Harry sobrevivió y fue rescatado por Rubeus Hagrid, el guardabosques de Hogwarts. Sirius le pidió a Hagrid que le entregase a Harry, ya que era su verdadero padre, pero Hagrid, bajo órdenes de Dumbledore, se negó y en su lugar llevó a Harry a vivir con los Dursley. Sirius le dio a Hagrid su motocicleta voladora en Harry Potter y la piedra filosofal, diciendo que ya no la necesitaba. Furioso, Sirius localizó a Pettigrew, pero durante la confrontación Pettigrew simuló su propia muerte y mató a doce muggles, culpando a Sirius de traicionar a los Potter y matar a Pettigrew y a los muggles. Sirius fue arrestado y enviado a Azkaban sin juicio previo por Barty Crouch Sr. Al contrario de la mayoría de los otros prisioneros de Azkaban, Sirius fue capaz de conservar su cordura, ya que sabía que era inocente.
Doce años después en Harry Potter y el prisionero de Azkaban, Sirius vio una imagen de la familia Weasley en la tapa de El Profeta, en la cual había una rata posada en el hombro de Ron. La rata era la mascota de Ron, Scabbers, y Sirius reconoció inmediatamente a Pettigrew en su forma animaga, viendo que le faltaba un dedo. Este conocimiento aclara su mente y le permite escapar de Azkaban, logrando esto transformándose en su forma animaga de perro. Su severa pérdida de peso debido a la malnutrición y la falta de capacidad de los dementores de diferenciar entre simples emociones caninas y locura le permitieron escurrirse por entre las barras de su celda. Luego, él nadó hasta la orilla. Después de su escape, Sirius se refugió cerca de Hogsmeade. Sabiendo que los dementores estaban alrededor de Hogsmeade y en Hogwarts, Sirius permaneció en su forma animaga durante este tiempo, y fue capaz de entrar a los terrenos de Hogwarts sin ser detectado por los dementores. Él tiene varios intentos fallidos de matar a Pettigrew, hasta que su presencia es detectada por los estudiantes y profesores de Hogwarts cuando él intenta entrar a la Torre de Gryffindor, y la seguridad de la escuela es incrementada. Cerca del final de El prisionero de Azkaban, Harry, Ron y Hermione confrontan a Sirius, y Harry intenta matarlo. Sin embargo, Lupin, que se enteró de que Sirius es inocente luego de ver el nombre de Pettigrew en el Mapa del Merodeador que antes le había confiscado a Harry, evita que Harry lo haga.
Scabbers es desenmascarado como Pettigrew, y Harry comienza a ver a Sirius como un padre sustituto, llegando incluso a que Sirius le ofrezca a Harry vivir con él. Sin embargo, los eventos rápidamente se tornan nuevamente contra él —Pettigrew escapa y Sirius es capturado por los dementores en Hogwarts y condenado al beso del Dementor—. Harry y Hermione lo ayudan a escapar con Buckbeak, un hipogrifo que también había sido condenado injustamente. En Harry Potter y el cáliz de fuego, Sirius ayuda a Harry en cómo completar las pruebas del Torneo de los Tres Magos, y le cuenta antecedentes de los mortífagos.
En Harry Potter y la Orden del Fénix, él se refugió en la antigua casa de su familia en el número doce de Grimmauld Place, la cual él permite que sea usada como cuartel general de la Orden. Su confinamiento por órdenes de Dumbledore lo deprime, y se ve apenas mejor que después de salir de Azkaban. Él odia al elfo doméstico Kreacher, quien para él representa la casa que odiaba. Al mismo tiempo, a Kreacher le ofende Sirius por su diferencia al resto de la familia Black. Cuando brevemente deja la casa para despedir a Harry en la plataforma 9¾, su forma animaga es reconocida por Draco y Lucius Malfoy, resultando en más amenazas y advertencias. Sirius actúa como un hermano mayor para Harry a lo largo del libro pero, de acuerdo con Rowling, "lo que Harry anhela es un padre." Sirius alienta a Harry a oponerse a Dolores Umbridge y sus reformas, y aprueba fuertemente que Harry inicie un grupo de defensa secreto para estudiantes, el Ejército de Dumbledore. Él también demuestra un alto nivel de confianza en y respecto a Harry, accediendo con gusto a responder sus preguntas sobre la Orden y Voldemort. Con este poder creciente, Voldemort implanta la falsa visión en la mente de Harry de que Sirius está cautivo y siendo torturado en el Departamento de Misterios. Convencido de que Voldemort está torturando a Sirius, Harry y sus amigos logran acceder al Departamento de Misterios. Cuando son emboscados por mortífagos, Harry se da cuenta de que Voldemort le ha tendido una trampa. Snape, sin embargo, alerta a la Orden de que los estudiantes han ido al Ministerio después de confirmar que Sirius está a salvo en Grimmauld Place. Varios miembros de la Orden llegan al Ministerio, entre ellos Sirius, y enfrentan a los mortífagos. Durante un frenético duelo con su odiada prima Bellatrix Lestrange, Sirius se burla de Bellatrix por no lograr herirlo. Bellatrix ataca a Sirius con un maleficio, haciendo que se eche para atrás dentro de un arco encantado en la Cámara de la Muerte causando así su muerte, de la cual Harry encuentra difícil recuperarse. El testamento de Sirius decía que sus posesiones, su casa y el elfo doméstico Kreacher serían heredados por Harry.
Sirius aparece por última vez cerca del final de Harry Potter y las reliquias de la Muerte, cuando es invocado como un espíritu de más allá del velo por la Piedra de la Resurrección para ayudar a Harry a caminar a través del bosque prohibido y sacrificar su vida ante Voldemort. Más tarde, se reveló que Harry nombró a su primogénito James Sirius Potter, en honor a su padre James y su padrino Sirius.
Sirius fue interpretado por Gary Oldman en las adaptaciones de El prisionero de Azkaban, El cáliz de fuego, La Orden del Fénix y Las reliquias de la Muerte: parte 2. Sirius hizo una breve aparición como un adolescente en La Orden del Fénix (interpretado por James Walters). El joven Sirius también apreció en Las reliquias de la Muerte: parte 2, interpretado por Rohan Gotobed.

### Fleur Delacour
Fleur Isabelle Delacour es una estudiante de la Academia de Magia Beauxbatons en Francia, y es elegida como una campeona en el prestigioso Torneo de los Tres Magos. Su abuela materna es una veela, de quien Fleur heredó toda su belleza. Se revela en la comprobación de las varitas mágicas para el Torneo que el núcleo de la varita de Fleur es un pelo de veela de la cabeza de su abuela. Durante el Torneo de los Tres Magos, ella es distante y antipática al principio a pesar de ser muy admirada por los muchachos, especialmente por Ron. En la primera prueba, para derrotar a su dragón, un galés verde común, usa un encantamiento para adormecerlo. Si bien funciona, provoca que el dragón ronque y le prenda fuego a su falda, que apaga usando el encantamiento aguamenti. Durante la segunda prueba del Torneo, ella intenta rescatar a su hermana Gabrielle Delacour del lago, pero falla, detenida por los grindylows. Cuando Harry rescata a Gabrielle en su lugar, Fleur está extremadamente agradecida, a pesar de que su hermana no estaba en peligro de verdad, y es mucho más afectuosa tanto hacia Harry como a Hogwarts. Fleur queda en último lugar en el Torneo, debido a ser aturdida durante la última prueba. Al año siguiente, Fleur trabaja en Gringotts con Bill Weasley, a quien ya conoció durante el Torneo, y ambos se comprometen. Bill es atacado por el hombre lobo Fenrir Greyback y gravemente herido cerca del final de Harry Potter y el misterio del príncipe en la batalla de la Torre de Astronomía. Sin embargo, ya que Greyback está en su forma humana en el momento del ataque, Bill solo sufre una parcial contaminación licántropa. Aunque Molly Weasley, que desaprueba en gran parte a Fleur, asume que ella ya no querrá casarse con Bill, Fleur afirma que sus planes matrimoniales no cambiarán y declara orgullosa que las heridas de Bill son un símbolo de su valentía a los ojos de ella, agregando, "soy lo suficientemente guapa para los dos de todos modos". Esta lealtad amorosa hacia su prometido le hace ganar mucho respecto por parte de la familia de Bill que antes la desaprobaba, en especial Molly, quienes finalmente son forzados a admitir que su amor es genuino.
En Harry Potter y las reliquias de la Muerte, Bill y Fleur participan en la operación de escoltar a Harry a salvo a la Madriguera, y son testigos de la muerte de Alastor Moody. La pareja se casa en la Madriguera, pero el evento es interrumpido cuando los mortífagos atacan luego de la caída del Ministerio de Magia. Los recién casados más tarde alojan al trío y a otros rescatados de la Mansión Malfoy en El Refugio, su casa. Tanto Bill como Fleur combaten para la Orden durante la batalla de Hogwarts, y sobreviven a la batalla. La pareja tiene tres hijos: Victoire, Dominique y Louis.
La actriz y modelo francesa Clémence Poésy interpreta a Fleur en la adaptación cinematográfica de Harry Potter y el cáliz de fuego, y en Harry Potter y las reliquias de la Muerte: parte 1 y parte 2.

### Aberforth Dumbledore
Aberforth Dumbledore es el hermano de Albus Dumbledore. Él es el menor de los dos por unos tres años, y el menos habilidoso de los dos; como tal, normalmente es dejado de lado mientras su hermano disfrutaba en la gloria de su éxito en comparación. Después de la muerte de sus padres y el regreso de Albus a casa para cuidar a su inestable hermana Ariana, Aberforth se enfrenta con su hermano y el amigo de su hermano, Gellert Grindelwald, por sus planes de iniciar un nuevo orden, descuidando a Ariana. Grindelwald comenzó a torturarlo, llevando a un duelo entre los tres. Esta pelea resulta en la muerte accidental de Ariana en manos de uno de ellos. En el funeral de Ariana, Aberforth confronta públicamente a Albus y lo ataca, rompiendo su nariz. Con el tiempo, Aberforth se convierte en el barman de la taberna Cabeza de Puerco. Él es conocido por su fuerte afinidad con las cabras. Su patronus toma la forma de una cabra, y se dice que de niño alimentaba a las cabras en compañía de su hermana, Ariana. Su taberna también, de acuerdo con la descripción de Harry en La Orden del Fénix, tiene un ligero olor a cabras. En la adaptación cinematográfica, una cabra puede verse moviéndose de un lado a otro en la parte trasera de la taberna.
No es hasta Las reliquias de la Muerte que Aberforth tiene un papel importante en la serie metiendo a Harry, Ron y Hermione a su bar antes de que los mortífagos puedan capturarlos. Más tarde, Aberforth le revela al trío algunos hechos que no sabían sobre la historia de la familia Dumbledore. Mientras estaban prisioneros en la Mansión Malfoy, Harry brevemente vislumbra el ojo de Aberforth en el trozo que le queda del espejo doble que Sirius le dio. Aberforth le compró el otro espejo a Mundungus Fletcher. Usándolo para vigilar al trío, Aberforth envía a Dobby a rescatarlos a ellos y algunos otros prisioneros de la Mansión. Le agradaba Dobby y estaba triste de escuchar que Bellatrix Lestrange lo asesinó. Aberforth le permite a los combatientes de la resistencia usar un pasaje seguro desde Cabeza de Puerco hasta la Sala de Menesteres a través del retrato de Ariana, siendo esta la única entrada a Hogwarts no vigilada. El mismo pasaje es usado para evacuar a los estudiantes menores de edad de Hogwarts y, de acuerdo con Neville, también fue usado por los miembros del Ejército de Dumbledore para conseguir comida cuando vivían en la Sala de Menesteres. Aberforth deja la Orden, creyendo que la guerra contra Voldemort ya está perdida. Sin embargo, se une rápidamente a la batalla de Hogwarts, y es visto por última vez aturdiendo a Augustus Rookwood. De acuerdo con Rowling, Aberforth sobrevive a la batalla, y "aún está allí, en Cabeza de Puerco, jugando con sus cabras".
Jim McManus apareció brevemente como Aberforth en la adaptación cinematográfica de Harry Potter y la Orden del Fénix. Ciarán Hinds interpretó a Aberforth en un papel mayor en Harry Potter y las reliquias de la Muerte: parte 2.

### Arabella Figg
Arabella Doreen Figg, conocida como la señora Figg, es una squib que vigila a escondidas a Harry mientras está en la casa de los Dursley. Ella es un arma de Chéjov, mencionada al principio como una vecina aparentemente insignificante que cuida a Harry en Harry Potter y la piedra filosofal. Ella es una amante de por vida de los gatos y creó un "floreciente negocio" cruzando gatos y kneazles. Aunque parece una muggle, la señora Figg es una squib, un ser sin magia nacido de una familia de magos. Dentro de la Orden del Fénix, la señora Figg sirve como una de las conexiones de Dumbledore entre el mundo mágico y el mundo muggle. En La Orden del Fénix, ella ayuda a Harry luego de que él y su primo Dudley Dursley son atacados por dos dementores, y elige revelársele. La señora Figg le explica a Harry que ella hizo que las veces que él se quedaba con ella sean desagradables para que los Dursley lo sigan enviando con ella, aunque lo habría preferido de otro modo. Cuando el Ministerio de Magia trata de expulsar a Harry de Hogwarts por usar magia siendo menor de edad (después de usar un encantamiento patronus para protegerse a él y a su primo), el testimonio de la señora Figg ante el Wizengamot es crucial en permitir que Harry se quede en Hogwarts. La señora Figg nunca ve a los dementores que atacaron a Harry y Dudley, pero su conocimiento sobre ellos la ayuda a la hora de describirlos frente al Wizengamot. En Harry Potter y el misterio del príncipe, la señora Figg asiste al funeral de Dumbledore en Hogwarts.
La señora Figg es interpretada por Kathryn Hunter en la adaptación cinematográfica de La Orden del Fénix.

### Mundungus Fletcher
Mundungus "Dung" Fletcher es mencionado de paso en algunos de los libros anteriores de la serie, pero no es hasta el segundo capítulo de Harry Potter y la Orden del Fénix que hace su primera aparición. Él está involucrado en varias actividades ilegales, incluso parece confinado a crímenes menores, como hurtar y comerciar con bienes robados en el mercado negro. Varios miembros de la Orden no saben qué pensar sobre él, pero es muy leal a Dumbledore, que una vez lo "sacó de un apuro". Sus conexiones le posibilitan escuchar rumores e información dando vueltas por los lugares más sombríos de la comunidad mágica, lo que potencialmente podría ser fundamental en la lucha contra Voldemort.
Él es brevemente mencionado en Harry Potter y el cáliz de fuego, donde luego del ataque de los mortífagos en el Campeonato Mundial de Quidditch, Mundungus le hace una demanda al Ministerio de Magia por una carpa de doce dormitorios con jacuzzi, aunque en realidad había estado durmiendo bajo una carpa levantada sobre unos palos. Como un miembro tanto de la Orden original como de la recientemente reformada, se le asigna la tarea de proteger a Harry, pero abandona su posición para realizar un acuerdo de comercio de calderos robados, dejando una abertura crítica a través de la cual los dementores logran atacar a Harry. En Harry Potter y el misterio del príncipe, Harry atrapa a Mundungus fuera de las Tres Escobas tratando de venderle lo que había sido la propiedad de Sirius (que ahora pertenece a Harry después de la muerte de Sirius) a Aberforth, y el chico lo confronta. Mundungus se esconde pero más tarde es enviado a Azkaban por personificar a un Inferius durante un robo fallido.
En Harry Potter y las reliquias de la Muerte, Mundungus ha logrado salir de prisión, pero las circunstancias no están claras. Él es confundido por Snape, y le da a la Orden la idea de usar la poción multijugos y seis otros Harry Potter de señuelo, además de ayudar en la escolta de Harry desde Privet Drive. Él viaja con Alastor Moody en una escoba como uno de los señuelos. Durante la huida de Privet Drive, se escapa cuando Voldemort mismo aparece. Más tarde es revelado por Kreacher que entre las propiedades que Mundungus robó del número doce de Grimmauld Place en el libro anterior había un pesado guardapelo de la sala. Ese guardapelo era un Horrocrux, el guardapelo de Salazar Slytherin. Luego, Harry envía a Kreacher a capturar a Mundungus, quien revela que Dolores Umbridge le quitó el guardapelo.
Andy Linden interpreta a Mundungus Fletcher en Harry Potter y las reliquias de la Muerte: parte 1.

### Remus Lupin

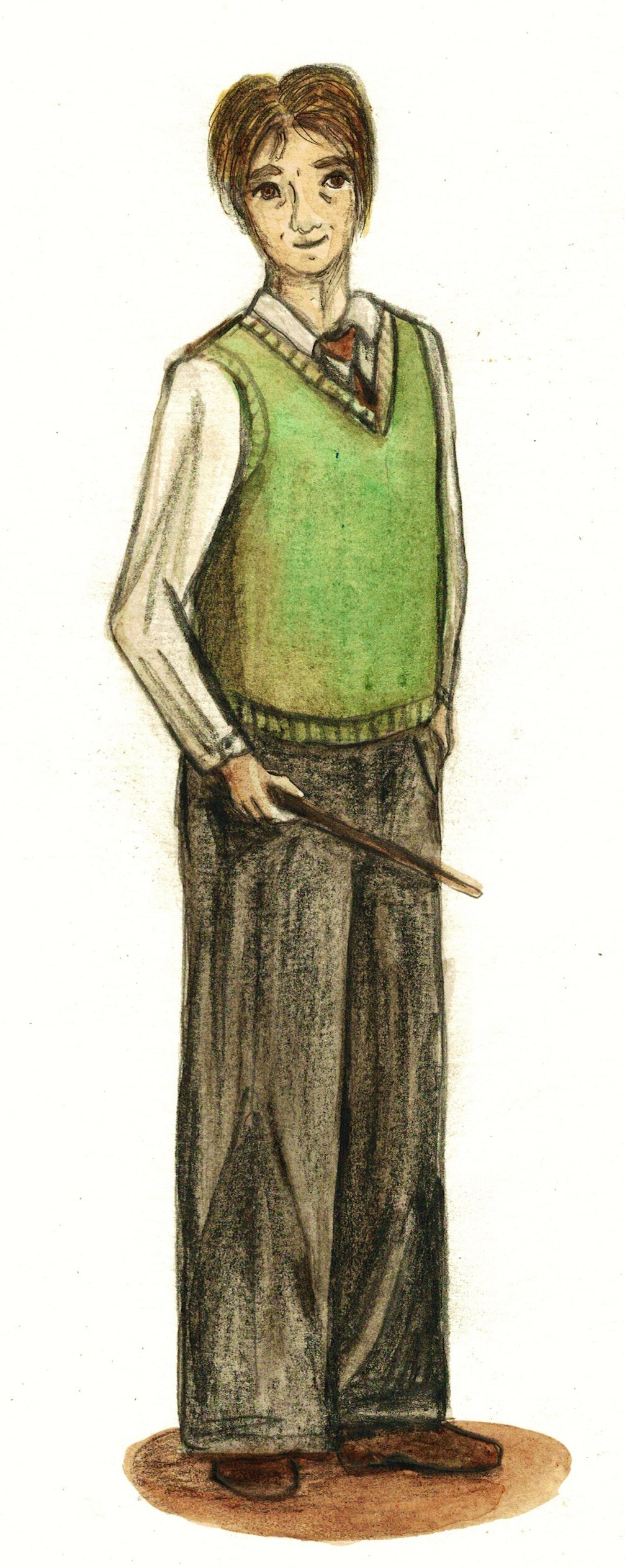
Representación de Remus Lupin en carboncillo y acuarela

Remus John Lupin, apodado Lunático (Moony en inglés), aparece por primera vez en El prisionero de Azkaban como el nuevo profesor de Defensa contra las Artes Oscuras. La mayoría de los estudiantes le tienen una estima extremadamente alta y aman su estilo de enseñanza práctico. Durante su permanencia, le da a Harry lecciones privadas para realizar el encantamiento patronus, y así ayudarlo a combatir a los dementores que vigilan los terrenos de Hogwarts. Se revela en el clímax de El prisionero de Azkaban que el profesor Lupin es un licántropo, un hombre lobo. Se convierte en hombre lobo con cada luna llena y solo conserva su mente humana mientras está transformado tomando la poción matalobos que Snape le prepara. Dumbledore, uno de los pocos magos que es comprensivo hacia su condición, hizo arreglos para que Lupin asista a Hogwarts de niño, como plantar el sauce boxeador o hacer un pasadizo hasta Hogsmeade. Allí se hizo amigo íntimo de James Potter, Sirius Black y Peter Pettigrew. Hasta el clímax de El prisionero de Azkaban, Lupin cree que Sirius es el culpable de traicionar a James y Lily y de matar a Pettigrew. Al descubrir que Sirius es inocente, y que el más que vivo Pettigrew es el traidor, Lupin ayuda a Sirius a explicarle la verdad a Harry, Ron y Hermione en la Casa de los Gritos. Sin embargo, el profesor Lupin había olvidado tomar la poción matalobos esa noche y se vuelve una bestia de una forma desastrosa, sin tener control de sus acciones. Sirius, en forma de perro, aleja a Lupin de los demás hacia el bosque prohibido, donde despierta a la mañana siguiente nuevamente con su cuerpo y mente humanos. Snape, sin embargo, furioso por el eventual escape de Sirius y la resultante pérdida de la Orden de Merlín que Cornelius Fudge le prometió, revela públicamente la naturaleza de la licantropía de Lupin. Anticipando una protesta pública en respuesta a la amenaza que él mismo coincide que es para los estudiantes, Lupin renuncia a su puesto como profesor.
Tiempo después de renunciar como profesor, Lupin sigue siendo amigo de Harry. En Harry Potter y la Orden del Fénix Lupin se une a la recientemente reformada Orden del Fénix y es parte de la avanzada que escolta a Harry desde la casa de los Dursley en los primeros capítulos del libro. Lupin es raramente visto en Grimmauld Place y normalmente está afuera haciendo tareas secretas para la Orden. Más tarde en el libro, Harry ve a su padre y a Sirius acosar a un Snape de edad escolar en un recuerdo de Snape. Lupin no participa del acoso y da varias pequeñas indicaciones de que desaprueba el comportamiento de sus amigos. Cuando Harry confronta a Lupin sobre la escena que atestiguó en el Pensadero, Lupin se muestra arrepentido de nunca haber tenido la valentía de decirle a sus amigos que estaban "pasando de la raya". Más tarde, Lupin participa de la batalla en el Departamento de Misterios, donde se bate a duelo y vence a Lucius Malfoy. En Harry Potter y el misterio del príncipe, Lupin revela que fue Fenrir Greyback quien lo mordió cuando era un niño. Hacia el clímax del libro, Lupin es parte de los defensores de Hogwarts cuando los mortífagos penetran la escuela, y después de la muerte de Dumbledore, se revela que Nymphadora Tonks se ha enamorado de él a pesar de su diferencia de trece años. Se resiste a involucrarse con ella por los varios riesgos planteados por su licantropía, e insiste que ella merece a alguien "joven y sano".
En el principio de Harry Potter y las reliquias de la Muerte, se revela que Lupin y Tonks se han casado. Más tarde en el libro, Lupin le informa a Harry, Ron y Hermione que Tonks está embarazada. Sin embargo, avergonzado de haber convertido a Tonks en una marginada y culpable por las altas posibilidades de que su futuro hijo herede su licantropía, Lupin planea abandonar a Tonks y a su bebé. Esto resulta en una intensa discusión entre él y Harry, que le insiste que las acciones de Lupin son una cobardía. Finalmente, Lupin reconoce la verdad en las palabras de Harry y regresa con su esposa a tiempo para el nacimiento de su hijo, Ted Lupin, y más tarde le pide a Harry que sea el padrino del niño, lo que él acepta. Lupin sigue activo en la Orden a lo largo del año y da la sección de informes de las víctimas en la estación de radio pirata Pottervigilancia bajo el seudónimo de Romulus. Lupin comanda un grupo de defensores en los terrenos de Hogwarts durante la batalla de Hogwarts. Tanto Lupin como su esposa mueren en combate, asesinados por Antonin Dolohov y Bellatrix Lestrange respectivamente. Al momento de su muerte, Lupin era el último Merodeador sobreviviente. Desde ese momento, Rowling dijo que originalmente tenía la intención de que tanto Lupin como Tonks sobrevivan, pero finalmente los mató para compensar la supervivencia de último minuto de Arthur Weasley en Harry Potter y la Orden del Fénix. Lupin, junto con Sirius, James y Lily, aparece una última vez en la serie cuando Harry usa la Piedra de la Resurrección para volverlos a la vida y que ellos lo consuelen. Lupin expresa su arrepentimiento porque Teddy nunca conocerá a su padre, pero dice que él sabrá por qué murió su padre: "intentaba construir un mundo donde [su hijo] pudiera ser más feliz".
En la serie de películas, Lupin es interpretado por David Thewlis de adulto, y por James Utechin de adolescente en La Orden del Fénix.
Tanto el director de las últimas cuatro películas David Yates como J. K. Rowling han dicho que Remus Lupin es su personaje favorito de toda la serie.

### Alastor Moody
Alastor "Ojoloco" Moody es tal vez el auror más famoso en la época moderna del mundo mágico, único responsable de capturar numerosos magos criminales. También se dice que nunca ha matado a su presa, ni siquiera cuando lo tenía permitido, salvo que no tenga otra opción. Su cabello es largo y entrecano, su cara está llena de cicatrices; ha perdido varias partes de su cuerpo mientras se enfrentaba a magos tenebrosos, entre ellas su ojo izquierdo, parte de su pierna izquierda, y parte de su nariz; y es tan precavido —algunos personajes dirían paranoico— en que se niega a comer o beber cualquier cosa que no haya preparado él mismo. Ha reemplazado el ojo que le falta por un ojo mágico que puede rotar a 360 grados y ver a través de casi todo (incluyendo paredes, puertas, capas de invisibilidad, y la parte trasera de su propia cabeza). Camina con un pronunciado cojeo debido a su pierna ortopédica, y usa un bastón. Tiene un número de artefactos en su oficina para alertarle de la presencia de posibles enemigos.
En Harry Potter y el cáliz de fuego, Moody es designado como el nuevo profesor de Defensa contra las Artes Oscuras en Hogwarts, saliendo del retiro como un favor para Dumbledore. Poco tiempo antes del comienzo del año escolar, sin embargo, Moody es atacado por Barty Crouch, Jr., que se apodera de él con el maleficio imperius y toma la poción multijugos para asumir su apariencia. Mantiene vivo al verdadero Moody como fuente tanto de ingredientes para la poción multijugos como de información personal para perfeccionar su personificación, y toma el lugar de Moody en Hogwarts enseñando Defensa contra las Artes Oscuras. El conocido hábito de Moody de llevar a todas partes sus propias bebidas en una petaca le permite a Crouch tomar la poción multijugos cuando sea necesario sin levantar sospechas. Crouch/Moody se hace notable por enseñar y demostrar temas de un nivel más alto de lo normal a la clase de cuarto año de Harry (como los Maleficios Imperdonables), por ser un profesor exigente que espera que los estudiantes trabajen, así como también por castigar a Draco Malfoy transformándolo en un hurón para defender a Harry cuando Malfoy lo estaba molestando. Crouch/Moody también es mentor de Harry, alentándolo y aconsejándole en las tres pruebas del Torneo de los Tres Magos. Harry inesperadamente regresa con vida de la batalla del cementerio con Voldemort, Crouch/Moody lleva a Harry de vuelta a su oficina, le hace preguntas sobre Voldemort y el cementerio, y revela que él trabaja para Voldemort. Luego él se prepara para matar a Harry, pero Dumbledore, McGonagall y Snape lo detienen. Crouch regresa a su propia apariencia y, bajo la influencia de la poción de la verdad, confiesa todo. Más tarde, Dumbledore rescata al verdadero Moody de su baúl mágico.
En Harry Potter y la Orden del Fénix, el verdadero Moody se ha unido a la recientemente reformada Orden, y lidera la avanzada que transporta a Harry desde Privet Drive, número cuatro hasta el número doce de Grimmauld Place. Él aparece en el clímax del libro, llegando a la batalla en el Departamento de Misterios después de la advertencia de Snape. También aparece con Lupin y Tonks en el mismo final, cuando ellos les dan una advertencia a los Dursley con respecto a su trato con Harry. Moody solo aparece brevemente en El misterio del príncipe, asistiendo al funeral de Dumbledore. En Las reliquias de la Muerte, él es asesinado por Voldemort después de ser abandonado por Mundungus Fletcher, que está actuando como un señuelo. Los sobrevivientes no logran recuperar su cuerpo, pero más tarde Harry encuentra su ojo mágico en la puerta de la oficina de Dolores Umbridge, siendo usado por Umbridge para espiar a los empleados del Ministerio de Magia. Harry recupera el ojo, disgustado por el uso que se le estaba dando, y más tarde lo entierra en la base de un viejo árbol en memoria de Ojoloco.
Moody es interpretado por Brendan Gleeson en Harry Potter y el cáliz de fuego, Harry Potter y la Orden del Fénix y Harry Potter y las reliquias de la Muerte: parte 1.

### James Potter
James Potter, apodado Cornamenta (Prongs en la versión original en inglés), es el padre de Harry Potter. Como hijo único, James es mimado como "un tesoro adicional", ya que sus padres ya eran mayores cuando él nació. James conoció a Sirius Black, Remus Lupin y Peter Pettigrew cuando entraron en Hogwarts. Cuando James, Sirius y Peter descubrieron que Remus es en realidad un hombre lobo, ellos tres ilegalmente aprendieron a convertirse en animagos para hacerle compañía a Remus de manera segura durante sus transformaciones y tenerlo bajo control. Es durante este tiempo que ellos descubrieron casi todos los pasajes secretos de Hogwarts y diseñaron el Mapa del Merodeador. En la escuela, se dice que James ha sido un talentoso jugador en el equipo de Quidditch de Gryffindor. En la versión cinematográfica de La piedra filosofal, Harry y sus amigos encuentran el nombre de James escrito en una placa como un buscador en su equipo de Quidditch; sin embargo, Rowling dijo en una entrevista que su intención era que fuera un cazador.
Rowling describe que James y Harry tienen características muy similares, pero con "algunas diferencias evidentes". Como Harry, James es generalmente descrito como un amigo bueno y leal que "habría considerado que desconfiar de sus amigos era la peor deshonra." Los personajes en los libros a menudo hacen comentarios sobre la personalidad de James, sobre lo que Rowling comenta que "había mucho de bueno en James". La población estudiantil de Hogwarts parece haber admirado a James en sus días, y los maestros respetaban su talento, aunque no su comportamiento. Su popularidad, sin embargo, no era universal, ya que un odio mutuo surgió entre él y Severus Snape. Snape constantemente le dice a Harry que James era "muy arrogante", y en una ocasión, Sirius admite que él y James podían a veces ser "muy arrogantes", pero que "James maduró con el tiempo" (lo que se dice que Lily ha notado para su séptimo año). Él se convirtió en Premio Anual en su séptimo año junto con Lily Evans como Premio Anual. En Harry Potter y la Orden del Fénix, después de ver una escena de los recuerdos de Snape dentro de un pensadero de unos James y Sirius de quince años molestando a Snape, Harry acuerda con la apreciación de Snape de la arrogancia de su padre. De acuerdo con Dumbledore en Harry Potter y la piedra filosofal, sin embargo, James y Snape compartían una rivalidad "no muy diferente" a la de Draco Malfoy y Harry. Además, Lupin le cuenta a Harry que Snape "tampoco desaprovechaba jamás la oportunidad de echar una maldición a James". De acuerdo con Rowling en una entrevista reciente: "James siempre sospechó que Snape tenía sentimientos más profundos por Lily, lo que fue un factor en el comportamiento de James hacia Snape". Sin embargo, cuando Sirius intenta que Snape entre a la Casa de los Gritos donde Lupin se quedaba después de convertirse en un hombre lobo, James salva la vida de Snape.
Después de graduarse de Hogwarts, James —junto con Lily y sus amigos— se convierten en "combatientes de tiempo completo" para la Orden, y no tienen trabajos normales, manteniendo a su familia y a Lupin, cuya condición de hombre lobo lo convirtió en un desempleado, con el oro de la familia. En una entrevista, Rowling reveló que Voldemort les pidió a James y Lily que se unan a los mortífagos, pero rechazaron la oferta, haciéndolo "un ataque contra ellos antes de que siquiera salieran de la adolescencia". Cuando su hijo Harry se convierte en el objetivo de Voldemort, los Potter se esconden usando el encantamiento fidelio y nombran, por consejo de Sirius, a Peter Pettigrew como su guardián del secreto. Sin embargo, el 31 de octubre de 1981, el paradero de los Potter es revelado por Pettigrew, y ellos son atacados por Voldemort sin aviso en su casa en el valle de Godric. James le dice a su esposa que se tome a Harry y se vaya mientras él contiene a Voldemort. Sin varita, él es asesinado. Él aparece brevemente en Harry Potter y el cáliz de fuego como resultado de un Priori Incantatem, cuando la varita de Harry y la de Voldemort se encuentran, mostrando los hechizos más recientes realizados por cada una —en el caso de la varita de Voldemort, las vidas quitadas más recientemente—. Más tarde él aparece al final del último libro, Harry Potter y las reliquias de la Muerte, a través del uso de la Piedra de la Resurrección.
James y Sirius son los héroes de la precuela de Harry Potter, una historia de 800 palabras que transcurre tres años antes del nacimiento de Harry. Los dos amigos están conduciendo la motocicleta voladora de Sirius y son perseguidos por dos policías muggles por romper el límite de velocidad. Los policías intentan arrestarlos cuando tres mortífagos en escobas bajan volando hacia ellos. James y Sirius usan el coche de la policía como una barrera y los mortífagos se estrellan contra él. En el final, ellos escapan de los policías yéndose volando en la motocicleta.
En la serie de películas, James es interpretado por Adrian Rawlins de adulto, Robbie Jarvis de adolescente y Alfie McIlwain de niño.

### Lily Potter
Lily Potter (de soltera Evans) es la madre de Harry Potter. Ella es una de las estudiantes más brillantes de su año, con una habilidad natural e intuitiva en Pociones. Es una de las "alumnas favoritas" de Horace Slughorn, quien la describe como "encantadora", "llena de vida", "valiente" y "divertida". Rowling describe a Lily como una chica popular por quien muchos chicos tenían sentimientos amorosos. Aunque Lily es hija de muggles, es una bruja extremadamente talentosa en la cima de su clase. Se convirtió en Premio Anual en su séptimo año. La hermana de Lily, Petunia Dursley, la despreciaba por ser una bruja y la veía como una "monstruosidad" y un "bicho raro", aunque más tarde se revela que Petunia ha estado celosa de sus habilidades. Rowling dijo que Lily recibió cartas de advertencia por "poner a prueba los límites del Estatuto del Secreto". El Patronus de Lily es una cierva, probablemente para hacer pareja con la forma animaga de James de un ciervo (también la forma del patronus de Harry y probablemente del patronus de James).
Después de atestiguar un recuerdo de Snape sobre el tiempo de Lily y James como estudiantes de Hogwarts, Harry tiene la impresión de que Lily odiaba a James, pero Sirius y Lupin aseguran que ella no lo hacía. Rowling confirmó esta visión cuando se le preguntó cómo Lily y James habían terminado juntos si Lily lo odiaba. Lupin le dice a Harry que después de que James maduró y cambió su actitud, Lily comenzó a salir con él en su séptimo año. Rowling más tarde se hizo eco en las palabras de Lupin, diciendo que James ha "[moderado] algo de su comportamiento más 'rimbombante'." Se casaron poco después de dejar Hogwarts con Sirius como padrino de bodas.
La antigua amistad anterior a Hogwarts entre Lily y Snape es revelada completamente en Harry Potter y las reliquias de la Muerte, junto con el hecho de que Snape albergaba sentimientos románticos no correspondidos por Lily desde su niñez. Rowling dice que mientras Lily amaba a Snape como un amigo, ella podría haber regresado esos sentimientos románticos si Snape no se hubiera involucrado tan seriamente en las Artes Oscuras. Su relación termina en su quinto año en Hogwarts, cuando Snape, enojado y humillado, sin pensarlo llama a Lily una sangre sucia después de que ella lo defendió contra James y Sirus. Snape se convirtió en un mortífago e informó a Voldemort de la mitad de una profecía que escuchó, la cual Voldemort toma que se refiere a Lily y su hijo, Harry. Temiendo por la vida de Lily, Snape se une a la Orden como un espía para Dumbledore, a cambio de lo que espera será que Dumbledore proteja a Lily. Sin embargo en la noche de la masacre, lord Voldemort le dio a Lily la oportunidad de hacerse a un lado antes de asesinar a Harry por el pedido de Snape de perdonarle la vida a Lily, pero ella se negó y lord Voldemort la mató sin más alternativa. El resultado de su abnegado acto de amor se manifestó de dos maneras: cuando Voldemort intentó matar a Harry con el maleficio asesino, el hechizo le rebotó, dejando a Voldemort sin cuerpo. La persistente protección otorgada a Harry por el sacrificio de Lily hizo a Voldemort incapaz de tocarlo físicamente. La segunda manera en la que Harry está protegido por el sacrificio de Lily ocurre cuando Petunia recibe a Harry. Dumbledore le dijo a Harry que él había extendido la protección de Lily a Privet Drive, ya que Lily y Petunia tienen la misma sangre. Esta protección termina cuando Harry llega a cumplir la edad de 17.
Aunque Harry se parece mucho a su padre, comúnmente se le nota que tiene los ojos de Lily. Dumbledore ha dicho que la naturaleza íntima de Harry es mucho más parecida a la de su madre. En una entrevista en 1999, Rowling dijo: "Harry tiene el buen aspecto de su padre y su madre. Pero tiene los ojos de su madre, y eso es muy importante en un libro futuro". Ese libro futuro era Las reliquias de la Muerte. En la escena de la muerte de Snape en esa novela, después de haberle pasado sus recuerdos a Harry, le susurra: "Mírame...". En uno de los recuerdos de Snape, se revela que Dumbledore persuade a Snape para que proteja a Harry después de la muerte de Lily mencionando el hecho de que él tiene "exactamente" los mismos ojos que su madre. Sus últimas palabras a Harry fueron simplemente el deseo de ver los ojos de Lily antes de morir.
Los padres muertos de Harry son vistos cinco veces en los libros (sin contar sus apariciones en numerosas fotografías mágicas). Por primera vez, en La piedra filosofal, Harry ve a James y Lily en el Espejo de Oesed. Por segunda vez, durante el combate con Voldemort en El cáliz de fuego, ellos aparecen momentáneamente, junto con otras víctimas asesinadas por la varita de Voldemort. Aparecen en recuerdos de Snape tanto en La Orden del Fénix como en Las reliquias de la Muerte, y finalmente más tarde en Las reliquias de la Muerte cuando Harry va a sacrificarse en el bosque prohibido, decidido a dejar que Voldemort lo mate sin resistirse, los padres de Harry caminan a su lado y Lily le dice lo orgullosos que están de él.
En una entrevista conducida por Daniel Radcliffe, actor que interpreta a Harry Potter en las películas, Rowling reveló que el apellido de soltera de Lily, Evans, se basaba en el nombre real de la autora George Eliot, Mary Anne Evans.
En la serie de películas, Lily es interpretada por Geraldine Somerville de adulta y por Ellie Darcey-Alden de niña.

### Kingsley Shacklebolt
Kingsley Shacklebolt es un auror de alto rango que actúa como informante para la Orden dentro del Ministerio de Magia. Aparece por primera vez en Harry Potter y la Orden del Fénix, cuando se ofrece a ser uno de los miembros de la avanzada que escoltó a Harry desde Privet Drive hasta Grimmauld Place. Kingsley está a cargo de la búsqueda de Sirius en el Ministerio; sin embargo, sabiendo que Sirius es inocente, le da al Ministerio la falsa información de que Sirius está en el Tíbet. Él está presente en la escena del quinto libro cuando Harry es confrontado sobre el Ejército de Dumbledore, después de que Marietta Edgecombe los delata con Dolores Umbridge. Kingsley hábilmente modifica la memoria de Marietta, pero para evitar la sospecha del Ministerio, Dumbledore se ve forzado a echarle un maleficio a Kingsley también al huir.
Kingsley participa en la batalla en el Departamento de Misterios, y parece ser muy habilidoso en duelos ya que es visto combatiendo a dos mortífagos al mismo tiempo. Sin embargo, después de que Sirius es asesinado, él continúa el duelo con Bellatrix Lestrange, durante el cual Kingsley es golpeado por un hechizo que causa un "fuerte golpe" y él cae al suelo "aullando de dolor". En Harry Potter y el misterio del príncipe, el nuevo Ministro de Magia, Rufus Scrimgeour, designa a Kingsley a la oficina del primer ministro muggle, actuando como un secretario, pero siendo el guardia del primer ministro.
Se revela en Harry Potter y las reliquias de la Muerte que Kingsley es uno de los pocos magos que parecen agradarle a los Dursley, debido a su habilidad para mezclarse con los muggles y el "efecto tranquilizador de su grave y pausada voz". En este libro, Kingsley aparece por primera vez con otros miembros de la Orden para mover a Harry de la casa de los Dursley a la Madriguera. Más tarde en el libro, él logra enviar una advertencia a tiempo a la boda de Bill y Fleur usando su patronus, un lince, cuando Voldemort derroca al Ministerio de Magia, dándole a los invitados una oportunidad de escapar. Él sigue protegiendo al primer ministro, pero finalmente es forzado a escapar. Más tarde es oído predicando la igualdad de derechos para magos y muggles en el programa de radio pirata Pottervigilancia bajo el seudónimo Regio. En la batalla de Hogwarts es visto por primera vez organizando a aquellos que se quedaron a luchar. Más tarde es visto batiéndose a duelo con un mortífago desconocido, y termina en un duelo contra Voldemort mismo, junto con Minerva McGonagall y Horace Slughorn, pero después de la muerte de Bellatrix, la furia de Voldemort estalla; Kingsley y los dos otros son derrotados (aunque no asesinados). Kingsley es nombrado Ministro de Magia temporalmente luego de la muerte de Voldemort y el testimonio del gobernante títere de Voldemort, Pius Thicknesse. Sin embargo, más tarde Rowling reveló en una entrevista que Kingsley se convirtió en el nuevo Ministro permanentemente, revolucionando el Ministerio mismo.
George Harris interpretó a Kingsley en la adaptación cinematográfica de La Orden del Fénix y en Harry Potter y las reliquias de la Muerte: parte 1 y parte 2.

### Nymphadora Tonks
Nymphadora Tonks es una metamorfomaga y una auror. Su nombre significa "regalo de las ninfas". Ella odia su nombre de pila y prefiere ser llamada solo por su apellido. Sus compañeros se refieren a ella como "Tonks" aún después de su matrimonio.
Ella normalmente aparece con distintos colores de pelo, el cual puede cambiar a voluntad. Se ve que Tonks es torpe e inexperta en hechizos domésticos. Nymphadora es la única hija de Ted y Andrómeda Tonks, esta última siendo hermana de Bellatrix Lestrange y Narcisa Malfoy; así, Nymphadora es prima hermana de Draco Malfoy aunque nunca lo identifica como familia. Tonks queda en Hufflepuff, y se gradúa de Hogwarts un año antes de que Harry entre, después del cual entrena para aurora por tres años; bajo la tutela de Moody, ella califica como aurora un año antes de su primera aparición en La Orden del Fénix.
Tonks y Kingsley actúan como espías para la Orden dentro del Ministerio. Ella ayuda a escoltar a Harry primero de la casa de los Dursley a Grimmauld Place, y más tarde al Expreso de Hogwarts. Tonks más tarde enfrenta a los mortífagos en el Departamento de Misterios, en donde resulta herida por Bellatrix, y debe ser llevada al San Mungo. Durante El misterio del príncipe, Tonks es colocada en Hogsmeade y asignada a vigilar Hogwarts. Harry observa que ella está constantemente deprimida y raramente sonríe. Después de la muerte de Dumbledore, se revela que Tonks se ha enamorado de Lupin, y que como resultado su Patronus cambió a la forma de un lobo. Lupin se niega a corresponder a su afecto alegando que él es "demasiado mayor [...], demasiado pobre, demasiado peligroso" para ella. Debido a esto, ella cae en una depresión que alborota sus poderes mágicos.
Sin embargo, cerca del principio de Las reliquias de la Muerte, se anuncia que Tonks recientemente se ha casado con Remus Lupin. Ella acompaña a doce miembros de la Orden a llevar a Harry desde la casa de los Dursley hasta la Madriguera. Ella vuela con Ron, quien personifica a Harry usando la poción multijugos para borrarle el rastro del verdadero Harry a los mortífagos. Durante la batalla aérea, Tonks se enfrenta a Bellatrix nuevamente, y hiere al esposo de Lestrange, Rodolphus. Más tarde en el libro, Remus revela que Tonks está embarazada. Él la deja por un breve tiempo, creyendo que, a través de su matrimonio, él la ha convertido en una marginada y su futuro hijo estaría mejor sin él, pero cambia de parecer y regresa a su lado después de una fuerte discusión con Harry. En abril del séptimo libro, Tonks da a luz a Teddy Remus Lupin, nombrado en honor a su padre, Ted Tonks, y su esposo. Hacia el final del libro, Tonks y Lupin se unen a la batalla de Hogwarts. Durante la batalla, Tonks es asesinada por Bellatrix, y Lupin es asesinado por Antonin Dolohov, dejando a Teddy huérfano para ser criado por su abuela materna, Andrómeda. En una entrevista poco después de la publicación de Las reliquias de la Muerte, Rowling confesó que ella originalmente pretendía que Tonks y Lupin sobrevivan al final de la serie, pero sintió que tenía que matarlos después de no matar a Arthur Weasley en La Orden del Fénix.
Natalia Tena interpretó a Tonks en las versiones cinematográficas de La Orden del Fénix, El misterio del príncipe, y en Las reliquias de la Muerte: parte 1 y parte 2.

### Arthur Weasley
Arthur Weasley es el padre de los Weasley, una familia de magos que son considerados "traidores a la sangre" por los mortífagos por su interés en el mundo muggle. Está casado con Molly Weasley, con quien tiene siete hijos, entre ellos Ron, el mejor amigo de Harry. Durante su tiempo en Hogwarts, Arthur perteneció a la casa de Gryffindor. Siendo un hombre alegre y afable, tiende a no ser la figura autoritaria de la familia; su esposa Molly maneja esa área. Arthur trabaja para el Ministerio de Magia, inicialmente en el Departamento contra el Uso Incorrecto de los Objetos Muggle. Él está obsesionado con aprender sobre la vestimenta y los inventos de los muggles, y posee una gran colección de artículos muggle en su mayoría usados. Su departamento carece de fondos, y su salario no es suficiente para proveer una familia grande, dejando su economía familiar precaria.
El señor Weasley aparece por primera vez en Harry Potter y la cámara secreta, cuando Harry se queda con los Weasley en la Madriguera durante el verano antes de que comience su segundo año en Hogwarts. En este libro, Lucius Malfoy trata de desacreditar a Arthur cuando Harry y Ron son vistos volando su auto encantado y colocando el diario de Tom Riddle en el caldero de Ginny, para que ella pueda abrir la Cámara de los Secretos y ser culpada por los ataques a los nacidos de muggles. Sin embargo, Lucius fracasa en lograr su objetivo y el diario es destruido.
Al comienzo de Harry Potter y el prisionero de Azkaban, Arthur gana el Premio Anual de los Galleons y lo usa para llevar a toda la familia de vacaciones a Egipto. Después de su regreso, Arthur piensa que Harry debería saber (lo que Arthur en ese momento cree que es) la verdad sobre Sirius Black. En Harry Potter y el cáliz de fuego, parece que Arthur no cree del todo las historias del abuso de Harry a manos de los Dursley hasta que ve lo que ellos piensan sobre Harry y el mundo mágico, y queda aturdido al verlos tan ansiosos de que él se vaya, antes de llevarlo al Campeonato Mundial de Quidditch. Al comienzo de Harry Potter y la Orden del Fénix, el señor Weasley es un miembro de la orden, y comienza su corta carrera como auror, (este hecho no es relatado en los libros, pero fue dicho por JK Rowling en una entrevista en WitchesTV)y acompaña a Harry a su visita al Ministerio. Durante uno de sus turnos en el Ministerio custodiando la profecía de Sybill Trelawney, la serpiente mascota de Voldemort, Nagini, lo ataca. Harry, cuya mente está conectada con la de Voldemort, logra ver esto en una visión y puede alertar a las autoridades de Hogwarts. Consecuentemente, Arthur es salvado justo a tiempo y enviado al Hospital San Mungo de Enfermedades y Heridas Mágicas, donde se recupera completamente. Rowling reveló que en el primer borrador de La Orden del Fénix, ella planeaba matar a Arthur. Ella cambió de parecer, sin embargo, diciendo que no podía matar a Arthur, ya que era uno de los pocos buenos padres en la serie. Sin embargo, al "querer matar padres", le perdonó la vida a Arthur a cambio de la de Lupin y Tonks. En Harry Potter y el misterio del príncipe, Arthur ha sido promovido a Jefe de la Oficina para la Detección y Confiscación de Hechizos Defensivos y Objetos Protectores Falsos
En Harry Potter y las reliquias de la Muerte, Arthur es parte del grupo que mueve a Harry desde Privet Drive por última vez, acompañado por su hijo Fred, que personificaba a uno de los siete Potter. Arthur sigue trabajando en el Ministerio, pero todos sus movimientos están siendo monitoreados. Cuando se descubre que Ron está viajando con Harry y no enfermo en casa, los Weasley son forzados a esconderse. Arthur reaparece en la batalla de Hogwarts, en la cual pierde a su hijo Fred, y se une a su hijo Percy para derrotar a Pius Thicknesse.
Arthur Weasley aparece en todas las películas excepto por la primera, y es interpretado por Mark Williams.

### Bill Weasley
William Arthur "Bill" Weasley es el hijo mayor de Arthur y Molly Weasley. Es descrito como "una persona trabajadora y realista", pero que le gusta "la aventura" y "el glamour". Durante su tiempo, Bill se convierte en prefecto y Premio Anual, habiendo obtenido doce MHB. Más tarde, se convierte en rompedor de maldiciones de Gringotts en Egipto.
Aparece por primera vez en Harry Potter y el cáliz de fuego. Cuando Fleur espía a Bill en Hogwarts mientras él y la señora Weasley van a visitar a Harry antes de la tercera prueba del Torneo de los Tres Magos, ella lo mira con "bastante interés". Bill regresa a Gran Bretaña para trabajar con la Orden en Harry Potter y la Orden del Fénix. Conoce a Fleur en la oficina central de Gringotts en Londres, donde ella trabaja en el momento, dándole a ella lecciones para perfeccionar su inglés. Después de una relación de un año de duración, la pareja se compromete, y Bill lleva a su prometida a su casa para conocer a su familia, que la desaprueba.
Bill lucha contra el ataque de los mortífagos en Hogwarts cerca del final de Harry Potter y el misterio del príncipe, donde es atacado por el hombre lobo Fenrir Greyback, que le deja una enorme cicatriz en la cara. Ya que Greyback está en su forma humana en el momento del ataque, Bill solo sufre contaminación licántropa parcial. Fleur, que declara sus heridas como un símbolo de su valentía, lealmente afirma que su boda procederá como se acordaba, impresionando a la familia de Bill sobre la fuerza de la pareja. En Harry Potter y las reliquias de la Muerte, Bill y Fleur participan en escoltar a Harry a salvo desde la casa de los Dursley, y atestiguan a Ojoloco Moody siendo asesinado por Voldemort mismo, lo cual anuncian al regresar a la Madriguera. Ellos tienen su boda allí y más tarde les dan asilo al trío y a varios otros en El Refugio. Tanto Bill como Fleur fueron combatientes para la Orden durante la batalla de Hogwarts y ambos sobrevivieron a la batalla. Bill y Fleur más tarde tienen tres hijos: Victoire, Dominique y Louis.
Richard Fish apareció como Bill brevemente en la adaptación cinematográfica de El prisionero de Azkaban. Domhnall Gleeson, el hijo del actor Brendan Gleeson (Alastor Moody en la serie), interpreta a Bill Weasley en Harry Potter y las reliquias de la Muerte: parte 1 y parte 2.

### Charlie Weasley
Charles "Charlie" Weasley es el segundo hijo de Arthur y Molly Weasley. Mientras estuvo en Hogwarts, fue prefecto, Capitán de Quidditch y un legendario buscador para el equipo de Quidditch de Gryffindor. Después de la escuela, Charlie elige ir a Rumania a trabajar con dragones como cuidador de dragones. A petición de Harry, Ron y Hermione, él se lleva al bebé dragón de Hagrid, Norberto, un ridgeback noruego incubado ilegalmente, a su cuidado en el primer año de Harry, y él es parte de un grupo de cuidadores de dragones que llevan cuatro dragones de diferentes razas a Hogwarts en Harry Potter y el cáliz de fuego para la primera prueba del Torneo de los Tres Magos. Durante la segunda subida al poder de Voldemort, la tarea de Charlie en la Orden es tratar de reunir apoyo en el extranjero. Charlie regresa a la Madriguera en Harry Potter y las reliquias de la Muerte para participar en la boda de su hermano Bill como padrino de bodas. Él entra a la última parte de la batalla de Hogwarts, junto con Horace Slughorn, a la cabeza de los refuerzos para la Orden, y sobrevive a la batalla sin heridas serias. Él no se casa o tiene hijos, ya que "está más interesado en dragones que en mujeres", de acuerdo con Rowling.
Alex Crockford apareció como Charlie en un breve cameo en la adaptación cinematográfica de El prisionero de Azkaban.

### Molly Weasley
Molly Weasley (de soltera Prewett) está casada con Arthur Weasley y es madre de siete niños, entre ellos Ron Weasley, que se convierte en el mejor amigo de Harry Potter. Molly nació en la familia de sangre pura Prewett, siendo la hermana de Gideon y Fabian Prewett. El personaje aparece por primera vez en Harry Potter y la piedra filosofal, cuando amablemente le dice a Harry cómo cruzar la barrera hacia la plataforma 9¾. En Harry Potter y la cámara secreta, ella está furiosa con Fred, George y Ron después de que descubre que volaron el auto encantado de su esposo para rescatar a Harry de sus tíos, que lo habían encerrado en su habitación. Al comienzo del año escolar, Molly le envía a Ron una vociferadora, gritándole furiosa porque él y Harry volaron en el auto nuevamente, esta vez hasta Hogwarts. En Harry Potter y el prisionero de Azkaban, los Weasley ganan el sorteo de El Profeta y usan el oro en un viaje a Egipto para visitar a Bill. Ellos regresan a Gran Bretaña y se quedan en el Caldero Chorreante con Harry y Hermione. Una noche, Harry escucha por casualidad al señor y la señora Weasley discutiendo sobre decirle a Harry la verdad sobre la supuesta conexión entre Sirius Black y él; Arthur siente que Harry debería saber la verdad, pero Molly, sintiendo que la verdad lo aterraría, le asegura que Harry estará perfectamente a salvo en Hogwarts con la protección de Dumbledore, y le ordena a Percy que vigile a Harry en la escuela.
Cuando Harry llega a la Madriguera en Harry Potter y el cáliz de fuego, Molly se entera de los experimentos de Fred y George con dulces peligrosos que estaban manufacturando, y los reta antes de irse al Campeonato Mundial de Quidditch; sin embargo, después de que la Marca Tenebrosa aparece en el cielo en el campamento del Campeonato Mundial, Molly se arrepiente de haberles gritado a Fred y George, preocupada de que algo pueda haberles pasado después de que ella los trató tan mal. Hacia el clímax de ese libro, Molly y Bill llegan a Hogwarts para ver la tercera prueba del Torneo de los Tres Magos, actuando como invitados de la familia de Harry. Después del regreso de Voldemort, Dumbledore le pide a Molly y Bill que se unan a la Orden y luchen en la cercana Segunda Guerra. Molly consuela a Harry y, por primera vez en su vida, él tiene a alguien que esté ahí para él, como una madre.
Molly y los Weasley se quedan en el cuartel general de la Orden, el número doce de Grimmauld Place, en Harry Potter y la Orden del Fénix, donde ella y Sirius discuten sobre cuánto decirle a Harry sobre las operaciones de la Orden. Días después, Molly es encontrada en el salón, con un boggart que se transforma en los cadáveres de sus familiares y de Harry, y ella confiesa sus pesadillas de perder más familiares ante Voldemort y los mortífagos. Al comienzo de Harry Potter y el misterio del príncipe, Molly tiene un conflicto con la prometida de Bill, Fleur Delacour; sin embargo, al final de la novela, cuando Molly va a Hogwarts con su esposo y Fleur para atender a su hijo Bill, que había sido ferozmente atacado por Fenrir Greyback, Fleur está muy ofendida cuando Molly salta a la conclusión de que ella dejará a Bill debido a sus cicatrices; así, Fleur y Molly inesperadamente se abrazan y comienzan a verse de una manera mucho más positiva.
Al comienzo de Harry Potter y las reliquias de la Muerte, Molly y Arthur ofrecen la Madriguera como cuartel general de la Orden cuando Grimmauld Place ya no es segura. Ella se siente inmensamente incómoda con la decisión del trío de abandonar Hogwarts, e inicialmente intenta disuadirlos de hacerlo. Con el progreso de la novela, la familia se ve forzada a esconderse en la casa de la tía Muriel. Al final del libro, Molly y toda su familia pelean en la batalla de Hogwarts. Al ver la muerte de Fred, ella queda devastada, y desborda cuando Bellatrix Lestrange casi golpea a Ginny con el maleficio asesino. Enfurecida, ella se bate a un intenso duelo con Bellatrix, matándola con un maleficio que la golpea en el pecho. Rowling ha dicho que la razón de que Molly haya matado a Bellatrix era para mostrar el gran poder de Molly como una bruja y para darle un contraste entre el "amor maternal" de Molly y la obsesión con Voldemort de Bellatrix.
Courtney Crowder de The Chicago Tribune coloca a Molly Weasley como su mamá literaria favorita, describiéndola como la "mamá grizzly original", citando sus varios momentos emotivos con Harry así como el último libro en la serie, donde "sus sentimientos saltaron de la página" como prueba de su fuerte personalidad. Crowder resume al personaje de Molly como "sensata, pero dispuesta a pelear, inteligente, acogedora, y sobre todo, extremadamente adorable". En un artículo del Día de la Madre, Molly también fue votada la tercera mejor mamá famosa por la asociación de Flores y Plantas, que ve al personaje como "formidable, práctica, creativa e ingeniosa". Bob Smietana de Christianity Today relaciona que Molly defienda a Ginny en el último libro con un tema más amplio en la serie sobre la fuerza del amor paternal, lo que él siente que tiene una gran fuerza emocional. La revista Empire colocó a Molly Weasley en el puesto 21 de su top 25 de personajes de Harry Potter. El novelista Stephen King nota que, cuando Molly llama a Bellatrix una "perra" después de ver a la mortífaga tratando de matar a Ginny fue "el 'perra' más chocante en la ficción reciente", y que muestra qué tan maduros se han vuelto los libros.
Julie Walters interpreta a Molly Weasley en todas las películas excepto por Harry Potter y el cáliz de fuego, en el cual su papel en la novela es eliminado. En 2003, su interpretación de Molly fue votada como la segunda mejor madre en pantalla de todas, detrás de Erin Brockovich, de Julia Roberts. Katherine Parkinson interpretará al personaje en la serie de televisión Harry Potter.